# 아동교육 강연
아동교육 강연(러시아어: Лекции о воспитании детей)은 러시아의 교육자 안톤 세묘노비치 마카렌코의 저서이다.

## 개요
마카렌코의 교육방법은 전통적인 가부장적 권위주의와 자유방임적 개인주의 모두를 거부하고 있다. 그는 새로운 공동체의 구성원으로서 부족함이 없는, 올바른 철학과 자율적인 규율을 지닌 주체적인 인간을 기르는 교육을 강조한다. 그의 이러한 교육철학은 현대를 살아가는 부모와 자녀 모두에게 교육에서 가장 중요한 요소는 무엇인가를 되돌아보게 한다. 
이 책은 올바른 자녀교육을 위한 부모의 지침서로 활용할 수 있을 정도로 가정에서의 부모의 권위, 규율과 레짐, 놀이와 교육, 노동과 교육, 문화생활과 교육, 성교육 등 자녀교육 전반에 대해 풍부한 생각을 담고 있으며, 교육 문제를 매우 체계적으로 서술하고 있다.
자녀교육에 있어서 부모의 권위는 필요 불가결한 것임에도 불구하고 오늘날 우리들은 마치 부모의 권위를 낡고 전통적이며 잘못된 교육관에서 중시하는 것이라고 생각하는 것 같다. 따라서 이 책에서는 부모들이 저지르기 쉬운 잘못된 권위의 여러 가지 종류들을 제시해 주고 있다. 아울러 우리들이 흔히 오해하고 있는 규율과 레짐의 차이를 지적하여 규율은 교육의 결과이며, 레짐은 교육의 수단이라고 하고 있다. 즉, 규율은 교육활동의 결과로 발생되며 행위의 준거와 이미 형성된 인간의 습관을 의미한다. 올바른 규율을 갖춘 사람은 어떤 조건하에서도 사회에 유익함을 주는 올바른 행동을 선택할 수 있으며, 어떤 어려운 장애에도 굴복하지 않는 의연함을 가진다. 이에 반해 교육의 수단으로서의 레짐은 합목적성, 확실성, 정확성을 지녀야 교육적인 효과를 거둘 수 있다는 것을 유의시키고 있다. 예컨대, 가정에서 어떤 레짐을 선택할 때 부모와 자녀의 올바른 규칙을 위해 합목적성을 가지고 있어야 하며, 예외를 허용하거나 부모가 레짐을 벗어난 행동을 하거나 자신의 편의대로 적당히 취급해서는 안 된다. 부모는 자녀의 능력에 맞는 레짐을 주어 반드시 실행하게 할 것이며, 다른 명령들과 모순이 되지 않게 하여야 한다는 것이다. 그러므로 가정에 올바른 레짐이 확립되어 있으면 처벌이 필요하지 않게 된다. 따라서 어떠한 경우에도 올바른 레짐을 확립한 후에 참을성 있게 기다릴 수 있어야 한다. 
아울러 이 책은 노동을 통한 체험교육은 사회생활을 위한 기초교육이며, 개인의 행복과 노동문화를 창조하는 토대가 되므로 부모들은 일찍부터 자녀가 감당할 수 있는 적절한 노동을 제공하여 스스로 일을 처리할 수 있는 능력을 키워주어야 함을 강조하고 있다. 노동을 통해 사회 속의 시민으로서의 창조력을 발휘하고 다른 사람에 대한 올바른 태도를 배워가며 자기가 하는 일에 대한 성취감을 맛볼 수 있기 때문이다. 특히 자녀들은 문화적으로도 무한한 학습 가능성을 지닌 존재이므로 가정에서의 문화적인 교육은 아이가 보고, 듣고, 말할 무렵부터 시작해야 함을 강조하고 있다. 가정에서 문화적인 교육을 실시하는 것은 특별히 어려운 일이 아니다. 부모의 적극적인 문화생활은 자녀에게 좋은 교육의 기회가 될 수 있다. 그러나 가정에서의 문화적인 교육은 계획적으로 잘 조직되고 올바른 방법 및 감독이 병행되어야 한다는 점을 강조하고 있다.